# Märta Måås-Fjetterström
Märta Måås-Fjetterström (née le 21 juin 1873 à Kimstad et morte le 13 avril 1941 à Helsingborg) est une  artiste textile suédoise du début du XXe siècle. Son travail marque la transition vers le modernisme et a une influence importante sur les générations futures d'artistes textiles. Elle ouvre et gère un atelier de tissage à Båstad à partir de 1919 qui emploie environ quarante tisserands et tisserandes à la création de tapis décoratifs, de tapisseries murales et de tentures, alliant les traditions rurales nordiques aux tendances modernistes. Son atelier fonctionne toujours sous le nom AB MMF.

## Biographie

### Jeunesse et formation
Née le 21 juin 1873 à Kimstad, Märta Livia Vilhelmina Fjetterström est la deuxième des huit enfants du pasteur Rudolf Fjetterström (1838-1920) et de Hedvig Olivia Augusta Billstén (1849-1932). La famille déménage par la suite à Vadstena. De 1890 à 1895, elle fréquente l'école des arts et métiers Högre Konstindustriella Skolan à Stockholm .
On ne sait pas grand chose sur la vie privée de Märta Måås-Fjetterström, si ce n'est qu'elle ne s'est jamais mariée et n'a pas eu d'enfants et qu'elle a toujours maintenu des liens étroits avec ses frères et sœurs.

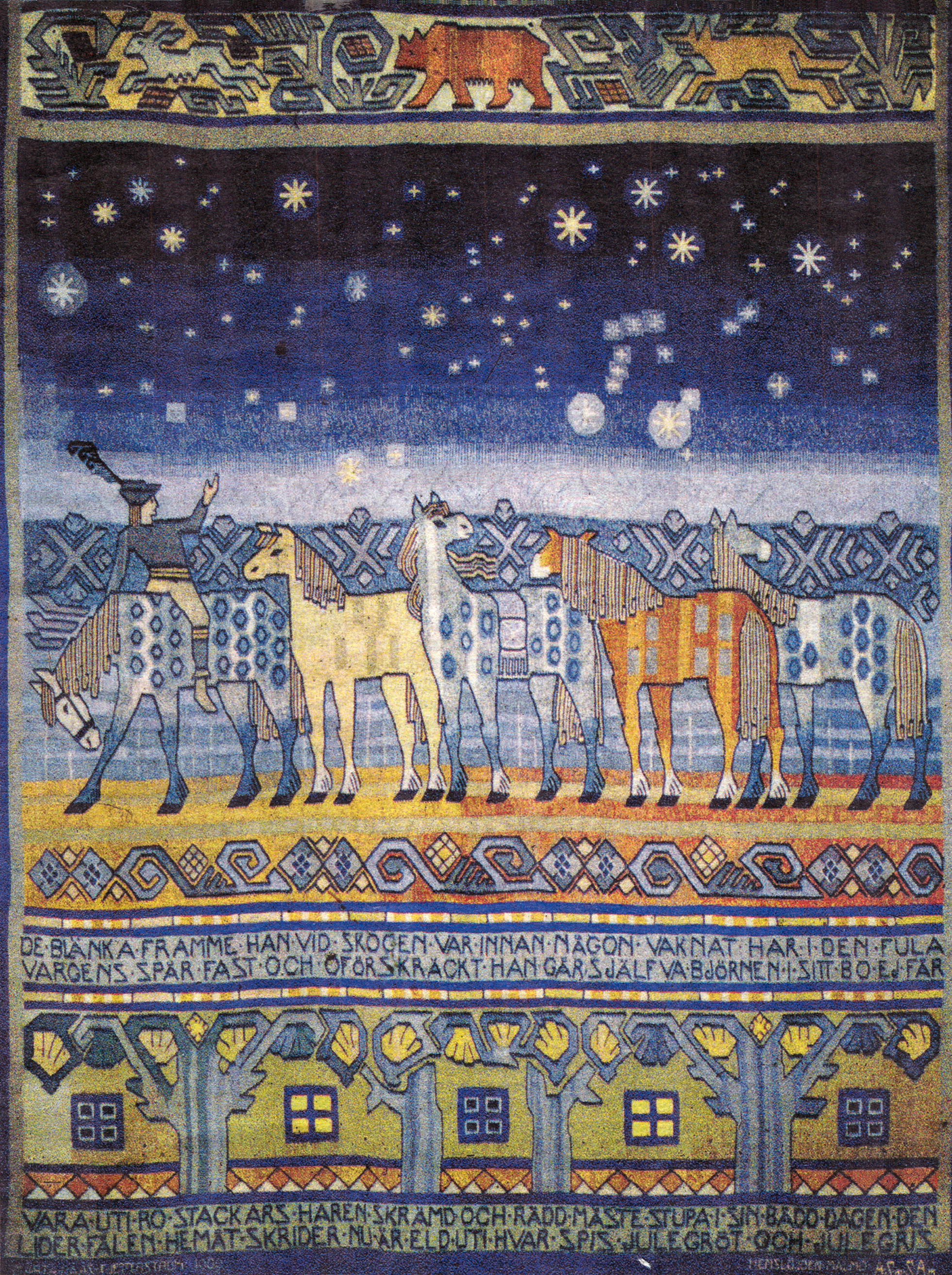
La tapisserie de Märta Måås-Fjetterström Staffan Stalledräng (1909) basée sur la légende de St Stephen

Elle aime dessiner et souhaiterait être illustratrice mais, pour gagner sa vie, elle enseigne le dessin à l’École Technique de Jönköping à partir de 1896 et commence parallèlement à créer des œuvres tissées décoratives. En 1900, elle expose ses premiers textiles à Rosengård,.

### Vie professionnelle
En 1902, Märta Måås-Fjetterström est invitée à travailler comme professeure de tissage à la Kulturhistoriska föreningen de Lund où elle s'intéresse aux traditions textiles de la province de Scanie et dessine des modèles pour les tissus. Les œuvres de cette époque montrent des décors d'inspiration Art nouveau. Elles ont été exposées pour la première fois à Kulturen en 1995. A cette époque, elle adopte le nom de Märta Måås-Fjetterström.
De 1905 à 1911, elle est la directrice de Malmöhus läns Hemslöjdsförening, une association d'artisanat de Malmö dont le but est de d'encourager et aider les membres leur travail et proposer leurs créations à la vente dans son magasin. En plus d'un magasin, l'entreprise comprend un atelier de menuiserie, des cours et un atelier de tissage permettant de confectionner des échantillons pour les tissus d'intérieur et d'habillement. Le conseil d'administration de l'association est plutôt conservateur et tient à ce que les productions ne s'écartent pas des motifs traditionnels. Lorsque Märta Måås-Fjetterström présente ses tapisseries Staffan Stalledräng (1909) et Tornegapsgatan (1905) à l'exposition de Stockholm en 1909, les critiques saluent sa capacité à innover sur une base traditionnelle et le Musée Röhss à Göteborg achète la première œuvre mais le conseil d'administration est divisé et finit par la licencier,.
Après un court intermède d'enseignement, elle est engagée en 1913 par l'école de tissage Hemslöjd à Vittsjö où elle travaille avec Lilli Zickerman (en) . Les tapis qui y sont créés sont des alternatives aux tapis orientaux des maisons bourgeoises de cette époque. Märta Måås-Fjetterström y trouve une grande liberté artistique. Elle développe de nouveaux motifs et des tapis modernes en soies, tels que Örtagården, Hjorthagen et Ordspråks, Blomsteräng, Blommande träd, Havamal ou Ordspråksmattan et la tapisserie Enhörningen i skogen (1919), une composition magistrale, caractérisée par la richesse de l'imagination et la clarté des formes,.
À l'exposition Baltic à Malmö en 1914, elle présente Hjorthagen, Enhörningen i skogen ainsi que le dessin de Sankt Göran och draken (Saint Göran et le Dragon).

#### L'atelier de Båstad,
Ses textiles attirent l'attention de Ludvig Nobel qui lui passe une commande pour la décoration des chambres de l'installation hôtelière Skånegården (sv) (dont le tapis Hjorthagen) à Båstad, et lui propose d'ouvrir un atelier de tissage sur le même site. Ce qu'elle fait en 1919, achetant la propriété Strandgården près du port et apportant avec elle cinq métiers à tisser. Dès lors, elle concentre sa création principalement sur les tapis, mais aussi sur les tissus sous forme de tentures par exemple. Elle apprend à ses employés à interpréter ses dessins à l'aquarelle et les incite à créer leurs propres motifs. Elle a rapidement 20 employés dans l'atelier et le même nombre travaillant à leur domicile. Les premiers à être engagés sont ses anciens élèves de l'école de tissage de Vittsjö, puis elle recrute des tisserands et tisserandes de la région autour de la péninsule de Bjäre, où les compétences de tissage sont encore vivantes. Elle emploie, entre autres, les artistes Barbro Nilsson et Marianne Richter,,.
Au cours des années 1930, elle produit des tapis classiques dont Röda trädgårdsmattan, Bruna heden, Hästhagen et Ängarna. Elle collabore avec l'architecte d'intérieur et de mobilier, Carl Malmsten à qui l'unit aussi une longue amitié. Ensemble, ils réalisent de nombreux projets de design d'intérieur prestigieux tels que l'Institut suédois de Rome (en), le palais Ulriksdal où se trouve le tapis du même nom, tissé pour le prince héritier Gustaf VI Adolf, le manoir Övralid (sv), l'hôtel Waldorf Astoria à New York (tapis Tornet) et un certain nombre d'ambassades suédoises.
Elle est choisie par l'architecte Carl Bergsten pour participer à la décoration du paquebot de l'American Line M/S Kungsholm en 1928 et crée le grand tapis Ängarna pour le salon de première classe.
Elle est également proche de l'art religieux et dessine une série de textiles pour des églises.
Les compositions de Märta Måås-Fjetterström évoluent vers une simplification croissante, la stylisation devient plus audacieuse comme dans les tissus de draperie tels que Rågen (1927) et Aprilsnö (1930), avec des éléments de forme radicalement peu nombreux. Dans le tapis de soie Lunden (1932), l'influence de van Gogh se fait sentir. Elle voyage beaucoup durant cette période, notamment en Angleterre, en France et en Italie. Dans des œuvres telles que Perugia (1927), Dovorna (1937) et Ladbroke Square (1937), elle dépeint les façades des maisons des environnements urbains comme un motif en damier rythmique.
Une exposition à la galerie d'art Liljevalchs konsthall en 1934 avec, entre autres, l'artiste textile Elsa Gullberg (sv), l'architecte d'intérieur Carl Malmsten et le centre de design Svenskt Tenn, marque la consécration de son travail et le réel début de sa célébrité.
Märta Måås-Fjetterström aime beaucoup Båstad et y reste jusqu'à sa mort en 1941, elle y fait construire un immeuble résidentiel et aménager un jardin. La nature environnante est une source d'inspiration. Elle en incorpore les fleurs, feuilles et  animaux de façon stylisée dans ses compositions. Elle loue des métiers à tisser dans la région pour satisfaire la demande et crée des grands ouvrages comme Svarta trädgårdsmattan ou Örtagården ou des compositions modernistes ingénieusement simples comme Blå bårdmattan qui utilise la technique du röllakan, similaire au kilim),.
Märta Måås-Fjetterström décède le 13 avril 1941 à l'hôpital d'Helsingborg. Elle est enterrée à Båstad dans le nouveau cimetière de Mariakyrkan,.
Elle laisse 700 croquis. Ses frères et sœurs veulent vendre les croquis et l'entreprise. Mais son ami Carl Malmsten s'y oppose et, avec le roi Gustav V, ils fondent la société anonyme MMF AB qui gère l'héritage artistique de Märta Måås-Fjetterström (les motifs de Märta Måås-Fjetterström y sont toujours tissés à la main) tout en créant des motifs originaux. Barbro Nilsson, la directrice artistique, Ann-Mari Forsberg (sv), Marianne Richter, Barbro Sprinchorn (sv)et Kaisa Melanton (en) participent au renouvellement de la compagnie. L'atelier compte 14 métiers à tisser et produit environ 20 tapis par an à des clients dans le monde entier - particuliers, collectionneurs et entreprises. Depuis 2002, l'atelier réalise des tissages à partir de croquis  réalisés par des artistes.
En 2019-2020, à l'occasion du centenaire de la création l'atelier de Båstad, une exposition est organisée au château royal à Stockholm. Elle présente plusieurs des tapis de Märta Måås-Fjetterström appartenant à la famille royale, un grand nombre de textiles empruntés à des particuliers et à des institutions ainsi que plusieurs œuvres appartenant à l'Église de Suède.

## Technique et style artistique
Les premières créations de Märta Måås-Fjetterström sont attachés à la tradition romantique nationale et prennent leur inspiration dans la faune et la flore locales mais l'influence de l'Art nouveau, et du mouvement britannique Arts and Crafts est déjà présente. Son art est en constante évolution, les tapisseries détaillées avec des motifs picturaux laissent progressivement la place à une simplification de plus en plus grande et l'abstraction. Finalement, elle abandonne la représentation graphique pour se concentrer sur l'esthétique et la texture des fibres, avec des motifs architecturaux en relief,,
Märta Måås-Fjetterström ne tisse pas elle-même ses créations mais maîtrise les différentes techniques et les matériaux, leurs spécificités et possibilités, ce qui lui permet de choisir, pour chaque pièce, la combinaison en fonction du résultat qu'elle veut obtenir. Elle compare son travail à la musique, elle est la compositrice, ses créations sont les compositions exécutées par les tisserands-musiciens. Le résultat est comme un concert musical une combinaison de la composition artistique et de l'artisanat.
Pour ses premières œuvres, elle fait souvent appel à la haute-lisse puis passe à la basse-lisse qui permet de produire des tissages plus grands et est moins éprouvante pour les bras des tisserands et tisserandes. Les technologies flossa (point noué) et röllakan (kilim) sont utilisées pour les tapis, souvent à très grande échelle. Elle développe sa propre technique, la technique Märta Måås-Fjetterström, inspirée du tissage de la feuille d'achillée millefeuille, qui consiste à ramasser du fil de laine sur une base de lin. Enfin, elle aime composer des ryors pour des petits formats au décor clairsemé. Elle crée ainsi un mouton pour l'exposition de Stockholm en 1930,.

## Expositions (sélection)
Märta Måås-Fjetterström expose des tapis et des tentures dans la plupart des grandes expositions industrielles et mondiales à Paris, Londres, New York et Chicago.
- 1914 : Baltic, Malmö[2]
- 1925 : Exposition de Paris
- 1930, 1932; 1934 : Stockholm[2]
- 1931 : Malmö[2]
- 1933 : Chicago[2]
- 1934 : 
  - Liljevalchs konsthall, Stockholm[1]
  - Chicago[2]
- 1937 : Exposition universelle de Paris[2]
- 1939 : Exposition universelle de New York[2]
- 1952 : Exposition de Paris (diplôme honorifique)[2]
- 1995 : Kulturen, Lund
- 2020 :  Se på mattorna – det är jag, Palais Royal, Stockholm
- 2021-2022 : Märta Måås-Fjetterström – Vävda gestalter, Hallands Konstmuseum, Halmstad[13]

## Collections
Des œuvres de Märta Måås-Fjetterström figurent parmi les collections de plusieurs grands musées, dont le Metropolitan Museum of Art à New York, le Victoria and Albert Museum à Londres, le Musée des Arts décoratifs de Paris, le Musée national suédois, le Louvre , le Sven-Harrys Konstmuseum, le Röhsska Museumet le Länsmuseet Gävleborg (sv).
Les tapis de Märta Måås-Fjetterström se trouvent aussi dans plusieurs ambassades suédoises, des résidences royales en Suède, Norvège, au Danemark, au Royaume-Uni, aux Pays-Bas et en Belgique, dans le manoir Övralid de Verner von Heidenstam, au siège social de Handelsbanken, dans la salle de réunion de Bonnierförlagen et à la Cour suprême,.

## Distinctions
En 1924, Märta Måås-Fjetterström reçoit la médaille Litteris et Artibus pour ses contributions à la culture.